# The Last Goodbye (Odesza)
The Last Goodbye è il quarto album in studio del duo musicale statunitense Odesza, pubblicato nel 2022.

## Tracce
1. This Version of You (featuring Julianna Barwick) – 2:51
2. Wide Awake (featuring Charlie Houston) – 3:35
3. Love Letter (featuring The Knocks) – 4:13
4. Behind the Sun – 4:10
5. Forgive Me (featuring Izzy Bizu) – 3:28
6. North Garden – 3:00
7. Better Now (featuring Maro) – 3:14
8. The Last Goodbye (featuring Bettye LaVette) – 5:58
9. All My Life – 3:12
10. Equal (featuring Låpsley) – 3:53
11. Healing Grid – 3:06
12. I Can't Sleep – 3:07
13. Light of Day (featuring Ólafur Arnalds) – 6:40

## Formazione
- Harrison Mills (aka Catacombkid)
- Clayton Knight (aka BeachesBeaches)

## Classifiche
| Classifica (2022) | Posizione raggiunta |
| ----------------- | ------------------- |
| Stati Uniti       | 11                  |